# Motion Computing
Motion Computing est un fabricant de tablettes PC (ou Tablet PC en anglais), basé à Austin dans l'État du Texas (États-Unis).
Motion Computing fabrique des PC tablettes pc pour les professionnels mobiles des secteurs de la santé, de la vente sur le terrain, des services, et de l'administration et de l'éducation. Commercialisé dans le monde entier via leur réseau de fournisseurs et directement sur leur site web, chaque produit Motion est fabriqué selon les
spécifications du client (à la manière du modèle économique de DELL)
Le réseau de revendeurs est établi par pays. Motion Computing dispose d'importateurs officiels organisant eux-mêmes leur réseau de revendeurs nationaux.

## Produits
En 2011, Motion Computing propose 4 modèles de tablettes PC pour professionnels: la J3500, la CL900, la C5v et la F5v. La tablette C5v est indiquée principalement pour les professionnels médicaux, tandis que la F5v et la J3500 sont plutôt destinées aux secteurs des services, de la construction et de l'inspection et du diagnostic du fait de leur résistance accrue aux chocs et de leur résistance à la pluie et à la poussière.
Tous les produits Motion Computing bénéficient de la norme MIL-STD-810G qui leur permet de résister à des chutes d'une hauteur de 1.20m, et de la norme IP52 (IP 54 pour la C5v et la F5v) qui leur permet de supporter la pluie (en façade) et à la poussière fine.
Le principal désavantage de ces tablettes PC est qu'elles ne sont disponibles qu'uniquement via l'OS Microsoft Windows 7 (ou XP).
Certaines tablettes pc Motion Computing (la J3500 et la CL900) sont dotées de la technologie "Multitouch", qui permet au microprocesseur du système de gérer plusieurs points de contacts de façon simultanée (à la manière d'un Ipad).
À la différence des matériels utilisant la technologie résistive, les tablettes de ce constructeur utilisent la technologie capacitive: cela permet d'augmenter la sensibilité des capteurs, d'augmenter le contraste de contact et de gérer la technologie multipoint, mais en contrepartie augmente le coût des machines.

## Site Officiel
- Site officiel de Motion Computing